# Pleurothallidinae
Pleurothallidinae — подтриба многолетних растений трибы Epidendreae семейства Орхидные (Orchidaceae), включает 29 родов в более чем 4000 видов, что составляет примерно 15—20% видов семейства. Подавляющее большинство из них эпифиты с симподиальным типом роста побегов.
Многие виды этой подтрибы являются одними из наиболее популярных орхидей в комнатном и оранжерейном цветоводстве, особенно представители родов Dracula, Dryadella, Masdevallia и Restrepia.
Следующие роды считаются монофилетическими: Barbosella, Dracula, Dresslerella, Dryadella, Lepanthes, Masdevallia, Platystele, Porroglossum, Restrepia, Scaphosepalum, Trisetella и Zootrophion.
Некоторые виды подтрибы опыляются мокрецами.

## Роды
- Acianthera
- Anathallis
- Andinia
- Barbosella
- Brachionidium
- Chamelophyton
- Dilomilis
- Diodonopsis
- Draconanthes
- Dracula
- Dresslerella
- Dryadella
- Echinosepala
- Frondaria
- Kraenzlinella
- Lepanthes
- Lepanthopsis
- Masdevallia
- Myoxanthus
- Neocogniauxia
- Octomeria
- Pabstiella
- Phloeophila
- Platystele
- Pleurothallis
- Pleurothallopsis
- Porroglossum
- Restrepia
- Restrepiella
- Scaphosepalum
- Specklinia
- Stelis
- Teagueia
- Tomzanonia
- Trichosalpinx
- Trisetella
- Zootrophion

## Галерея

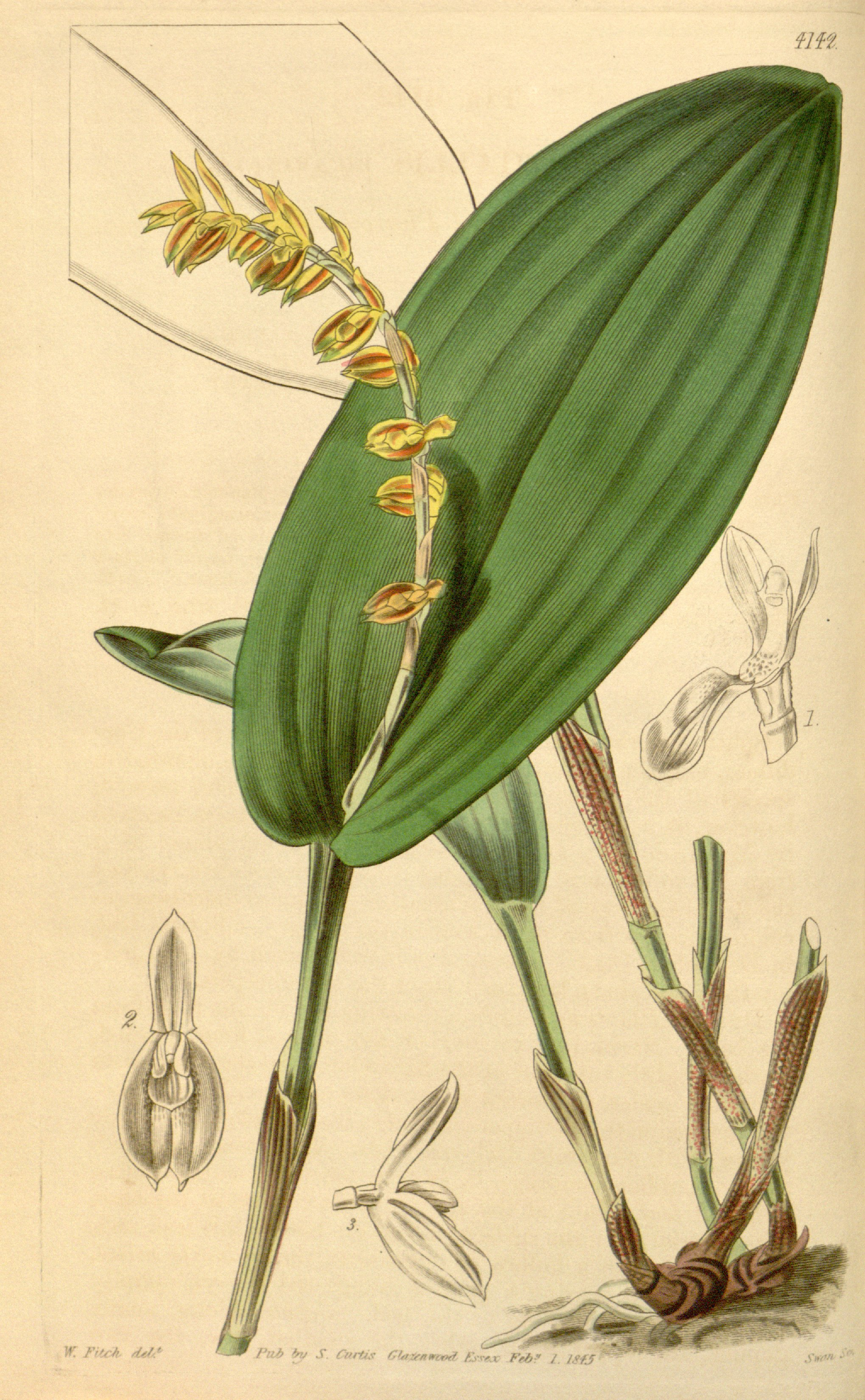
Acianthera bicarinata
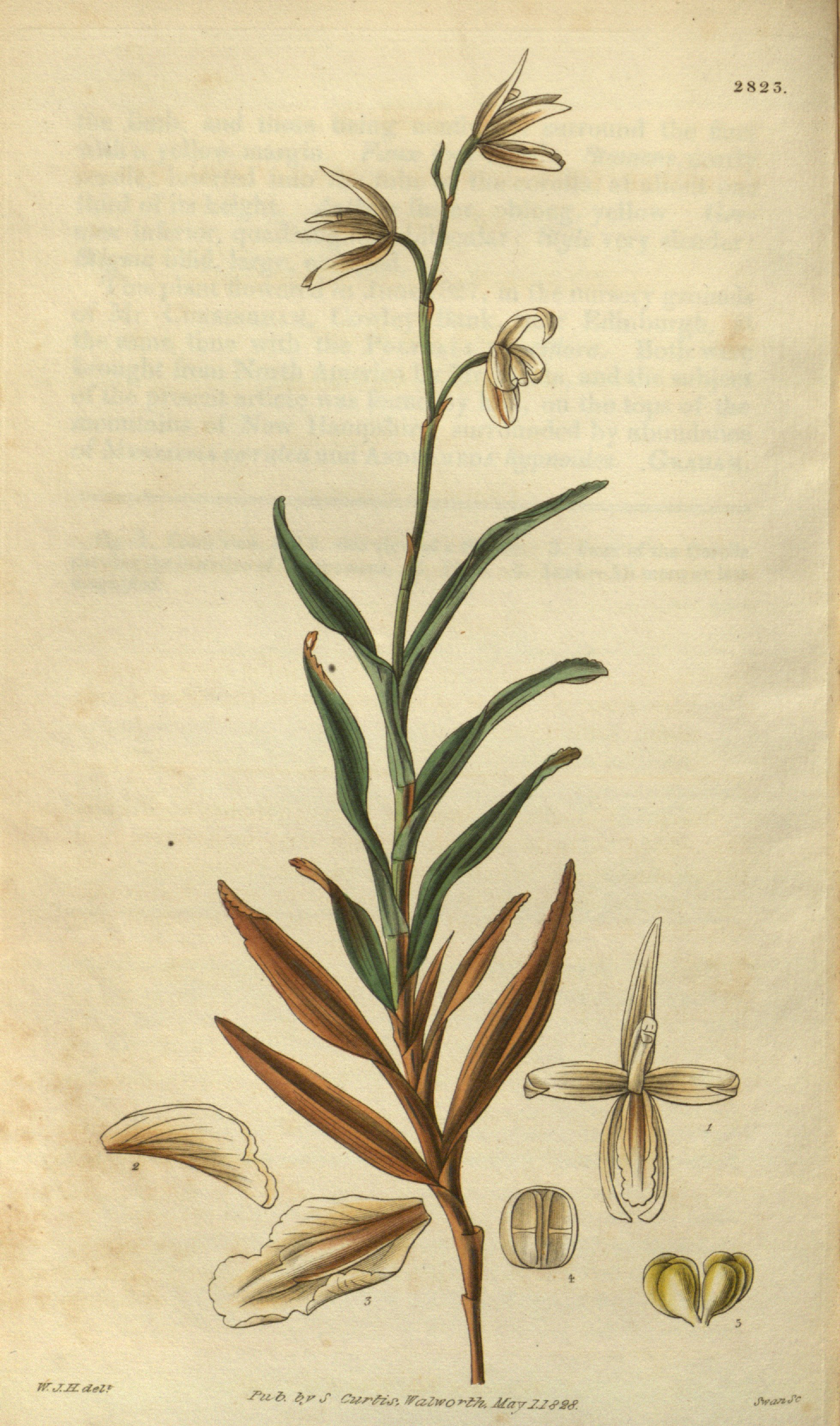
Dilomilis montana
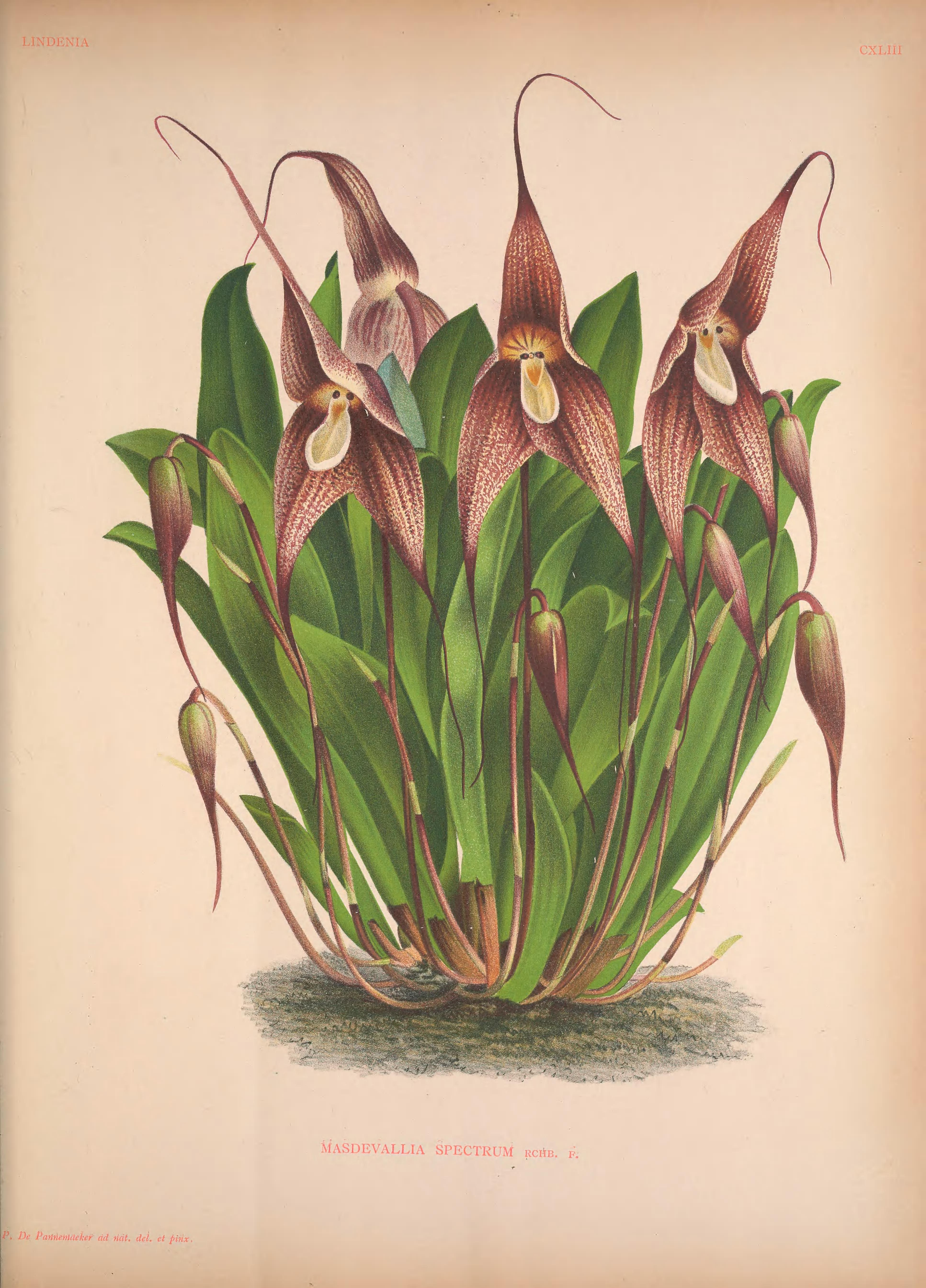
Dracula spectrum
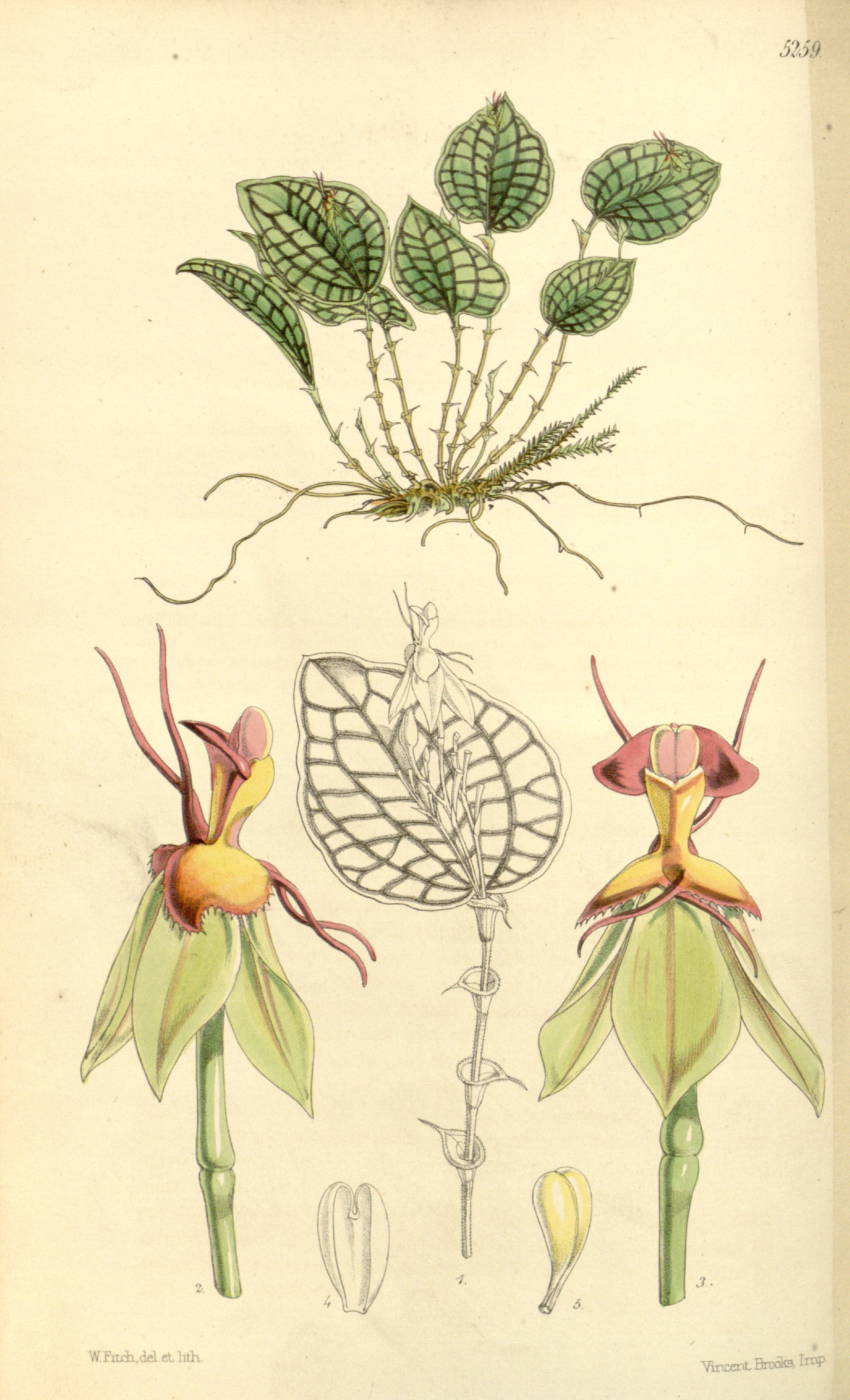
Lepanthes calodictyon
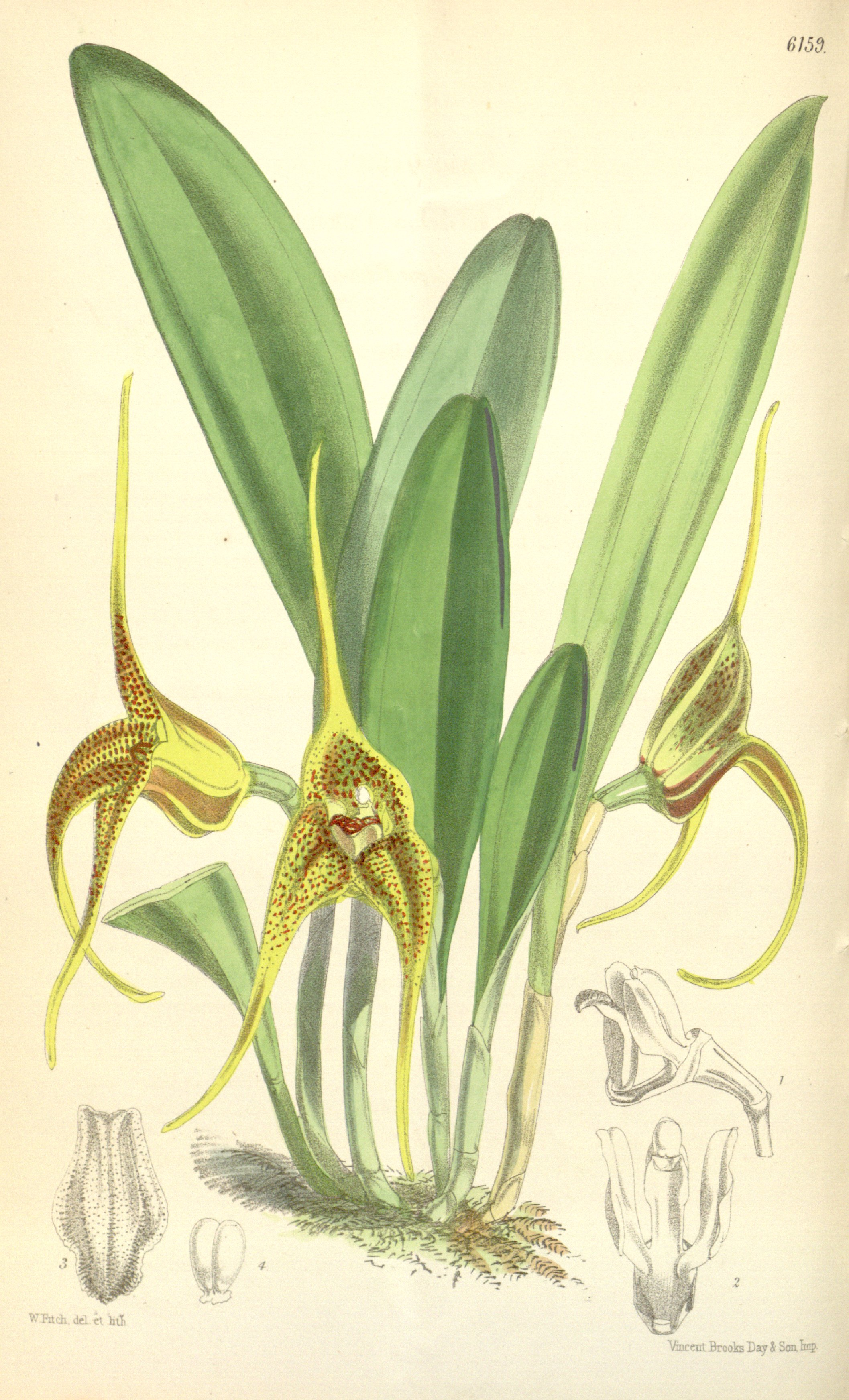
Masdevallia peristeria
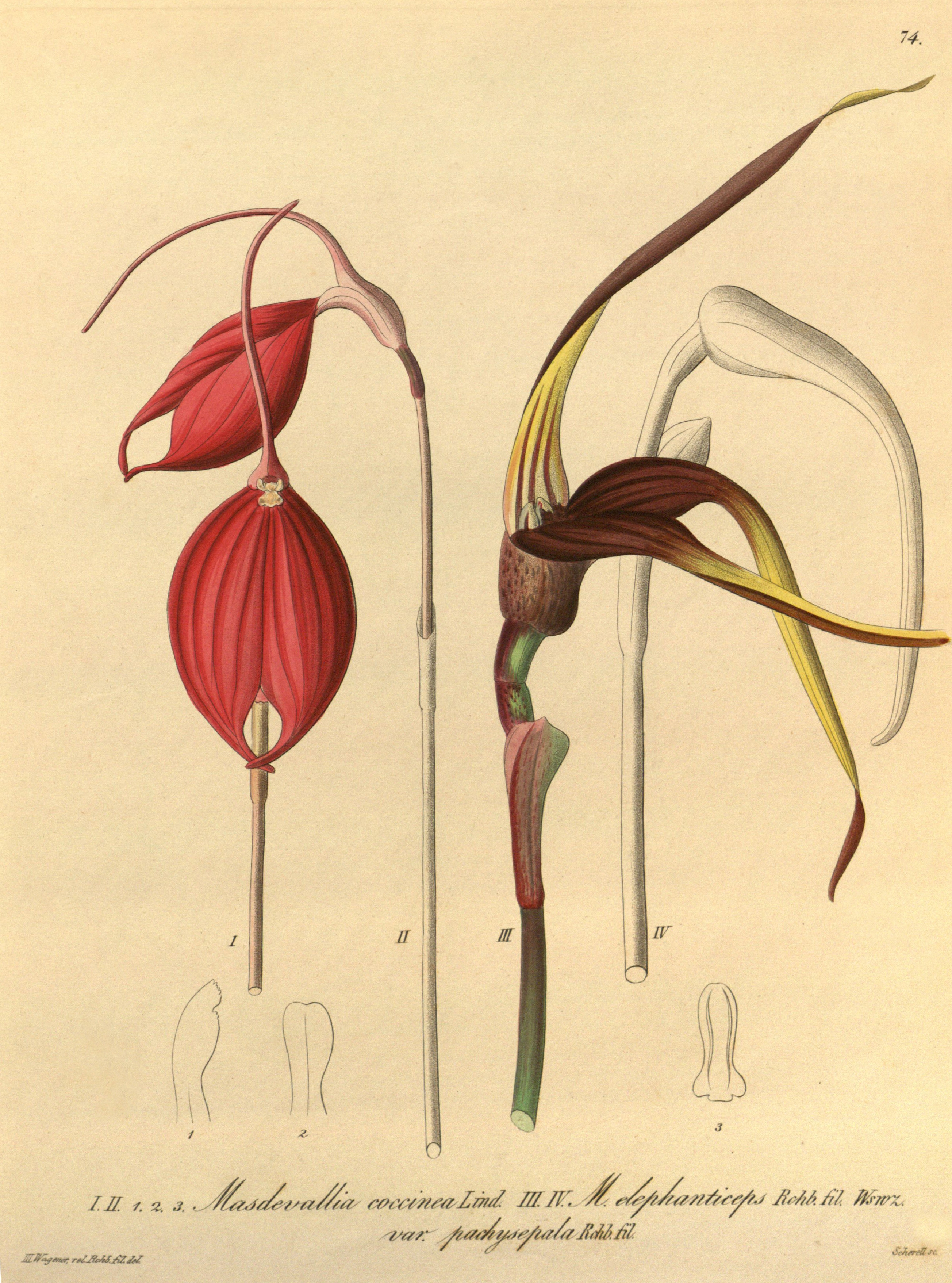
Masdevallia pachysepala
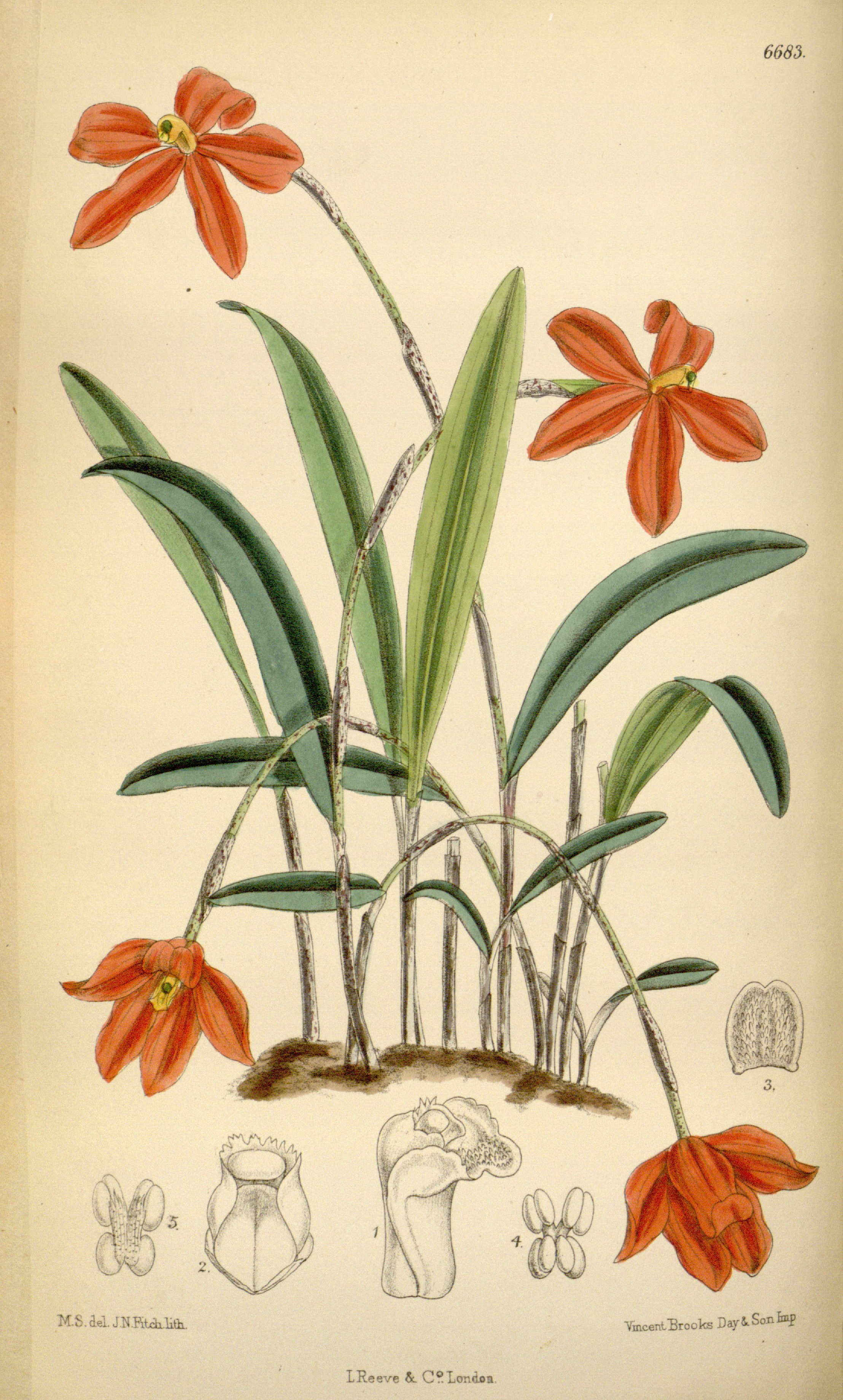
Neocogniauxia monophylla
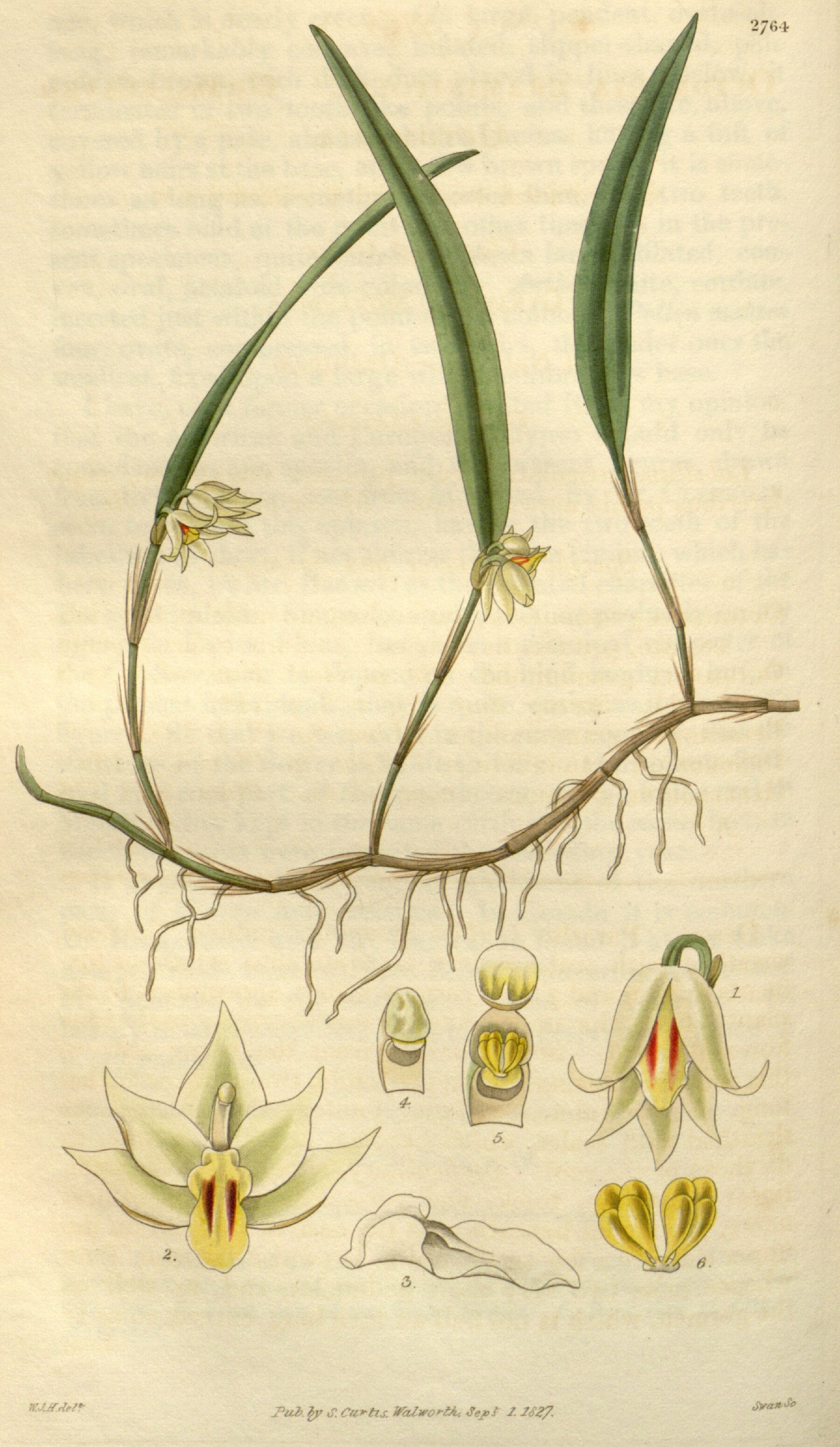
Octomeria graminifolia
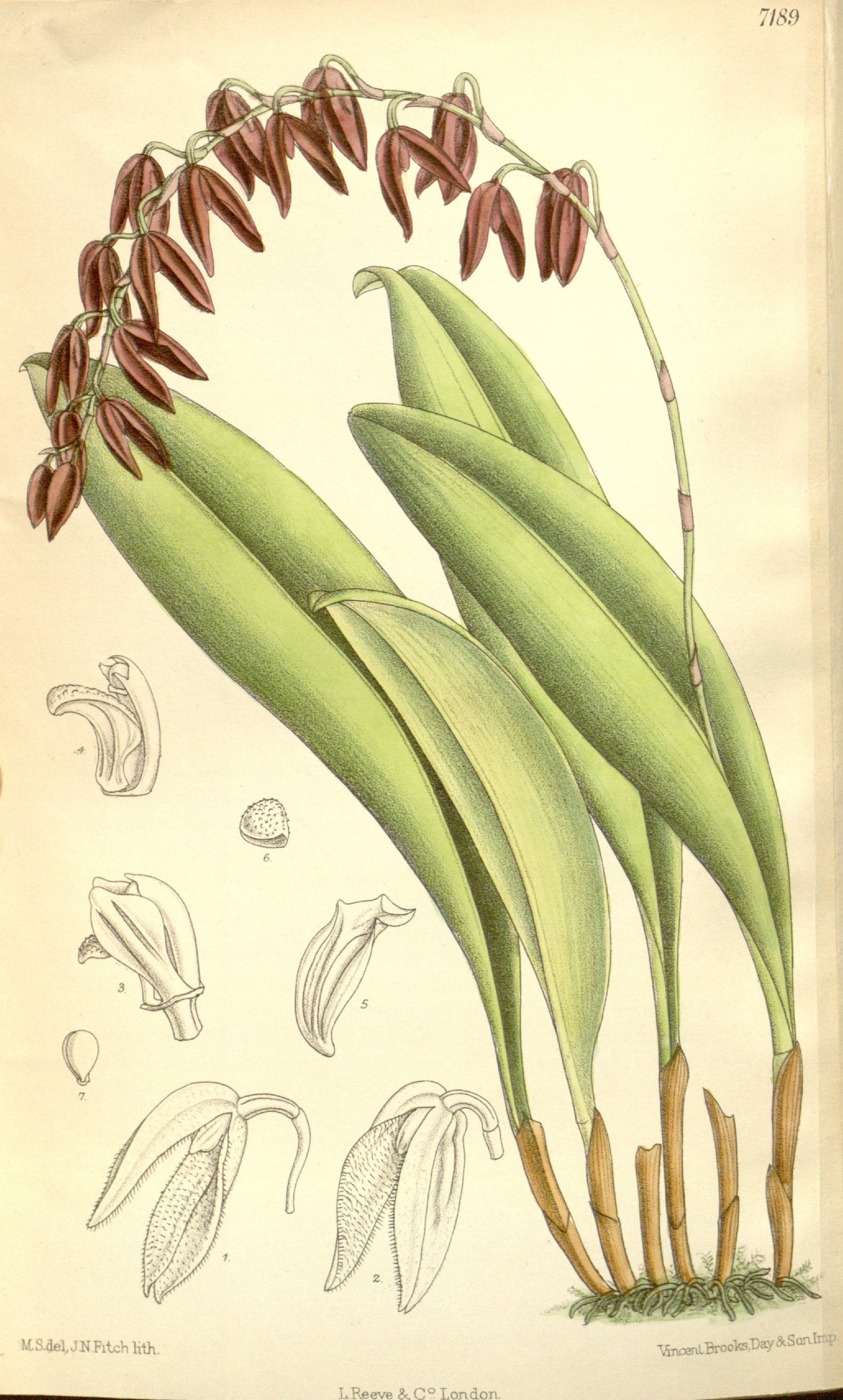
Pleurothallis immersa
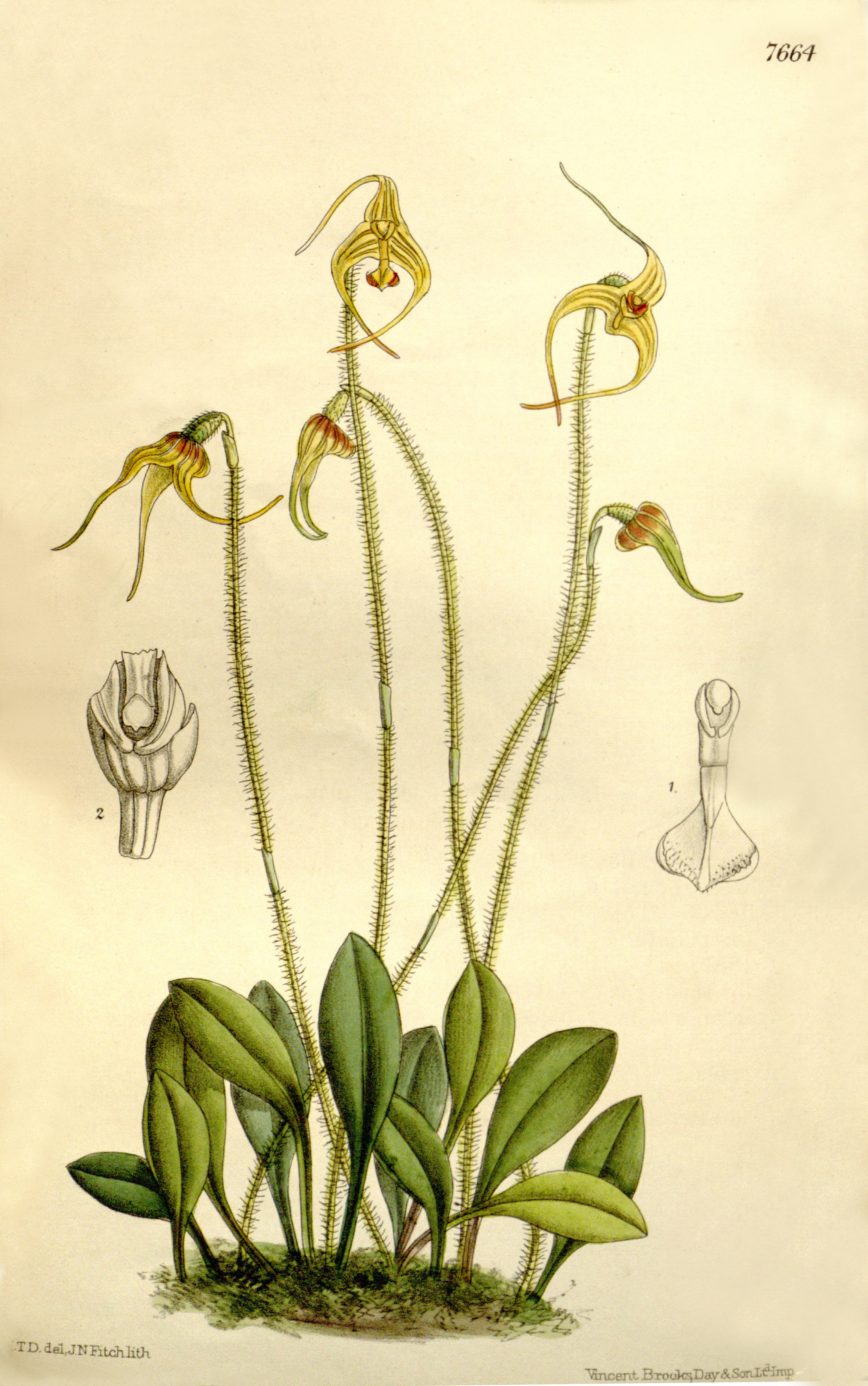
Porroglossum muscosum
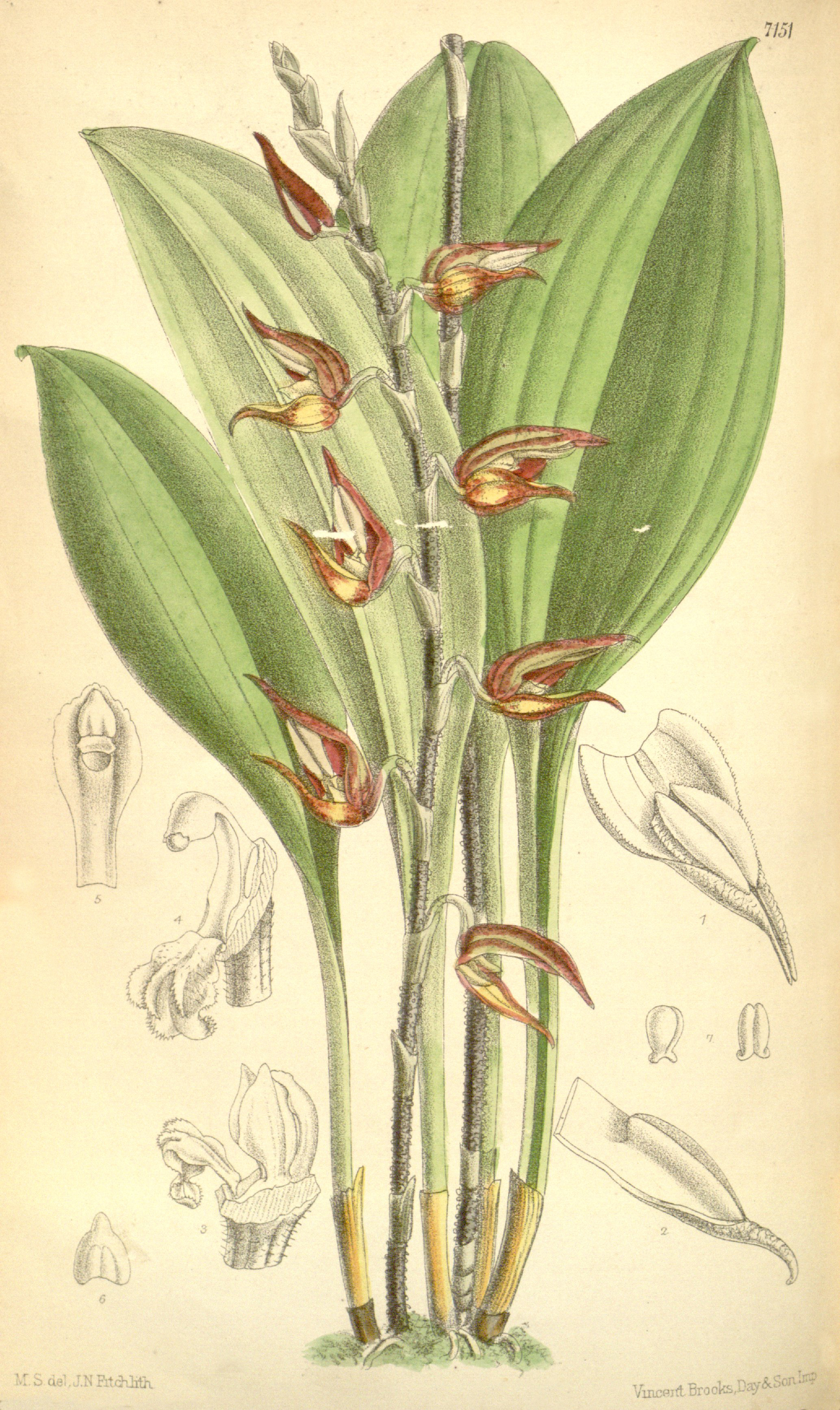
Scaphosepalum pulvinare
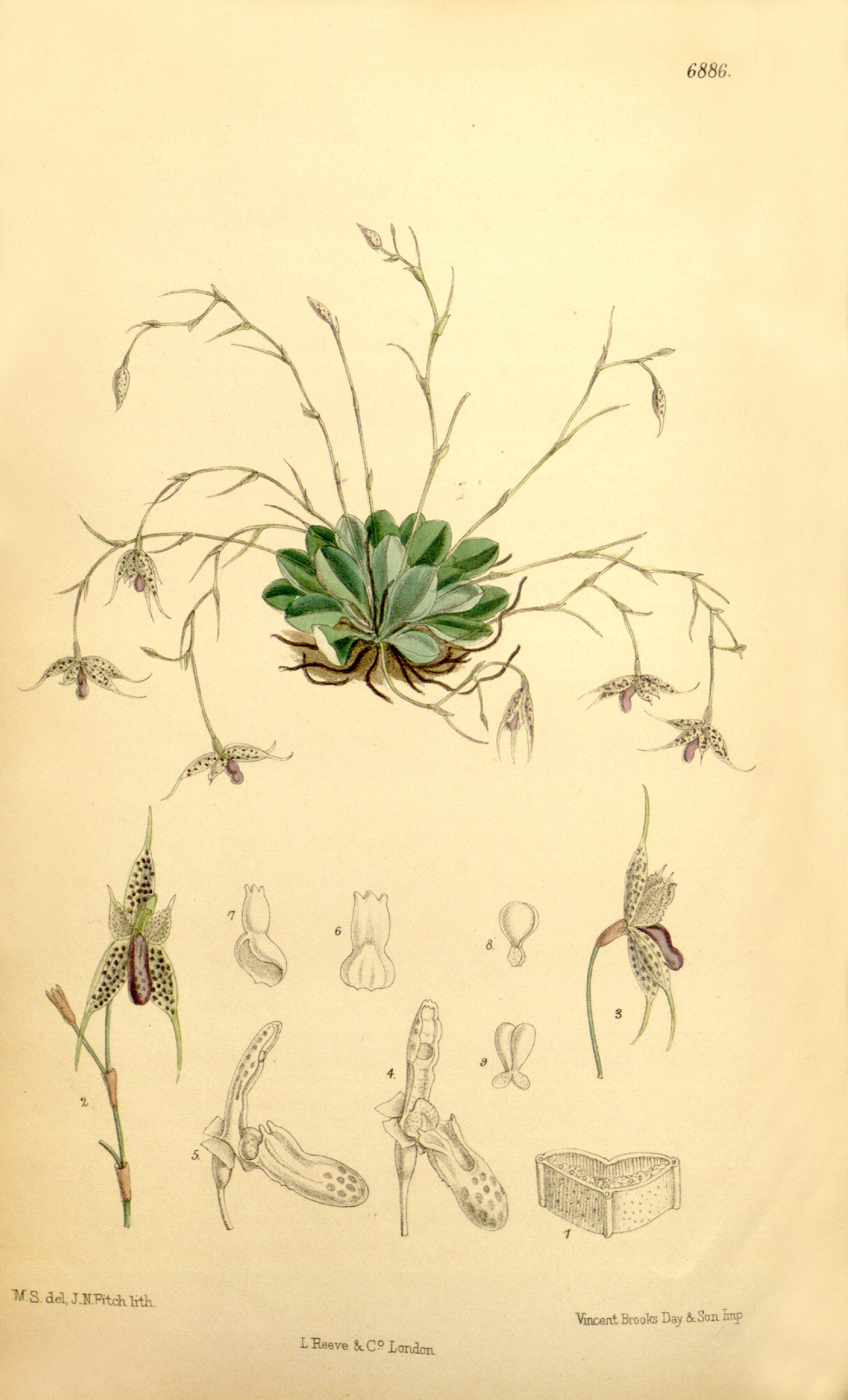
Specklinia aristata
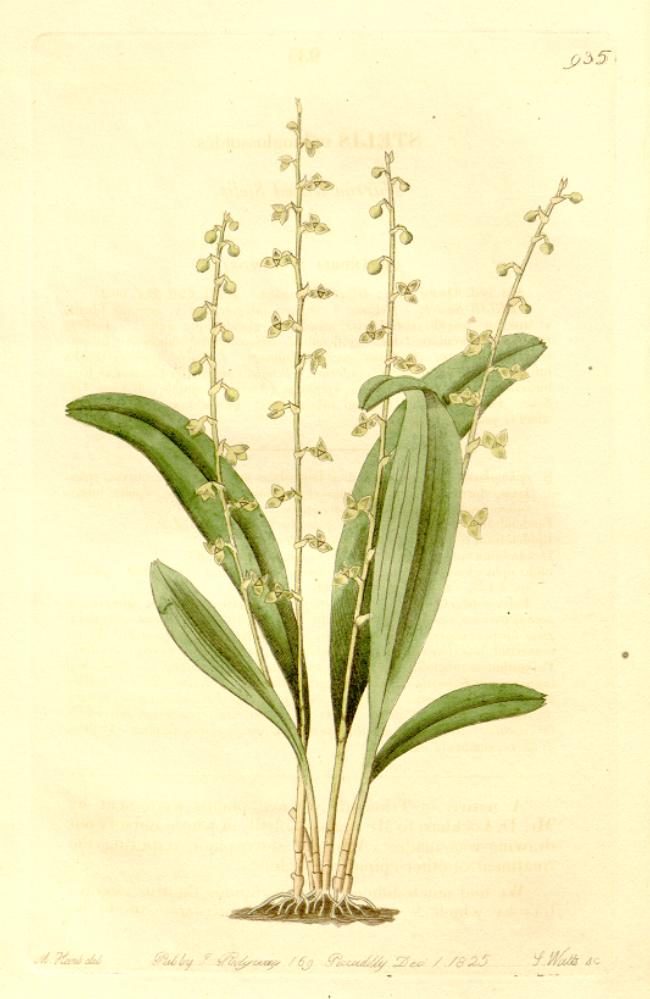
Stelis ophioglossoides
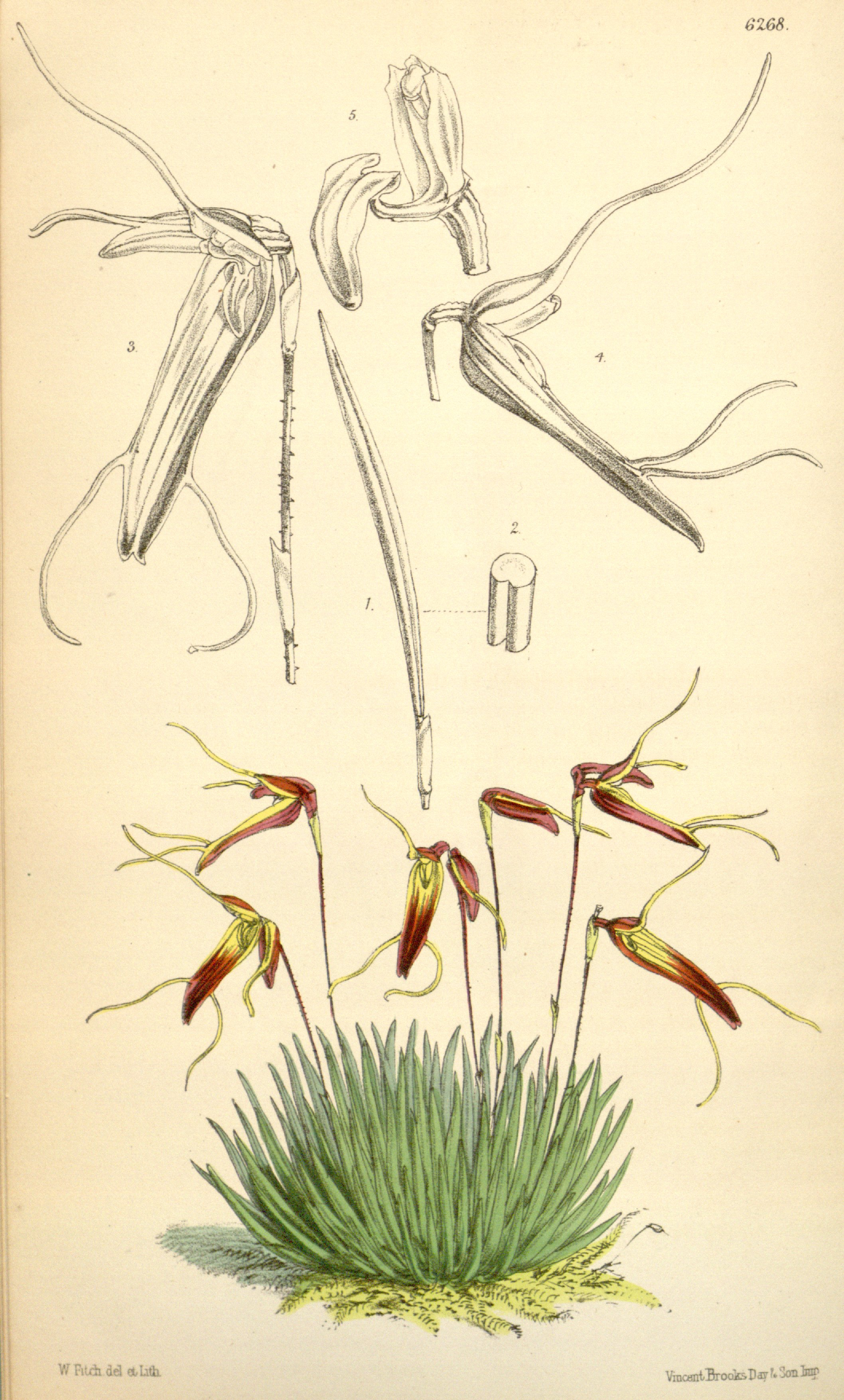
Trisetella triaristella
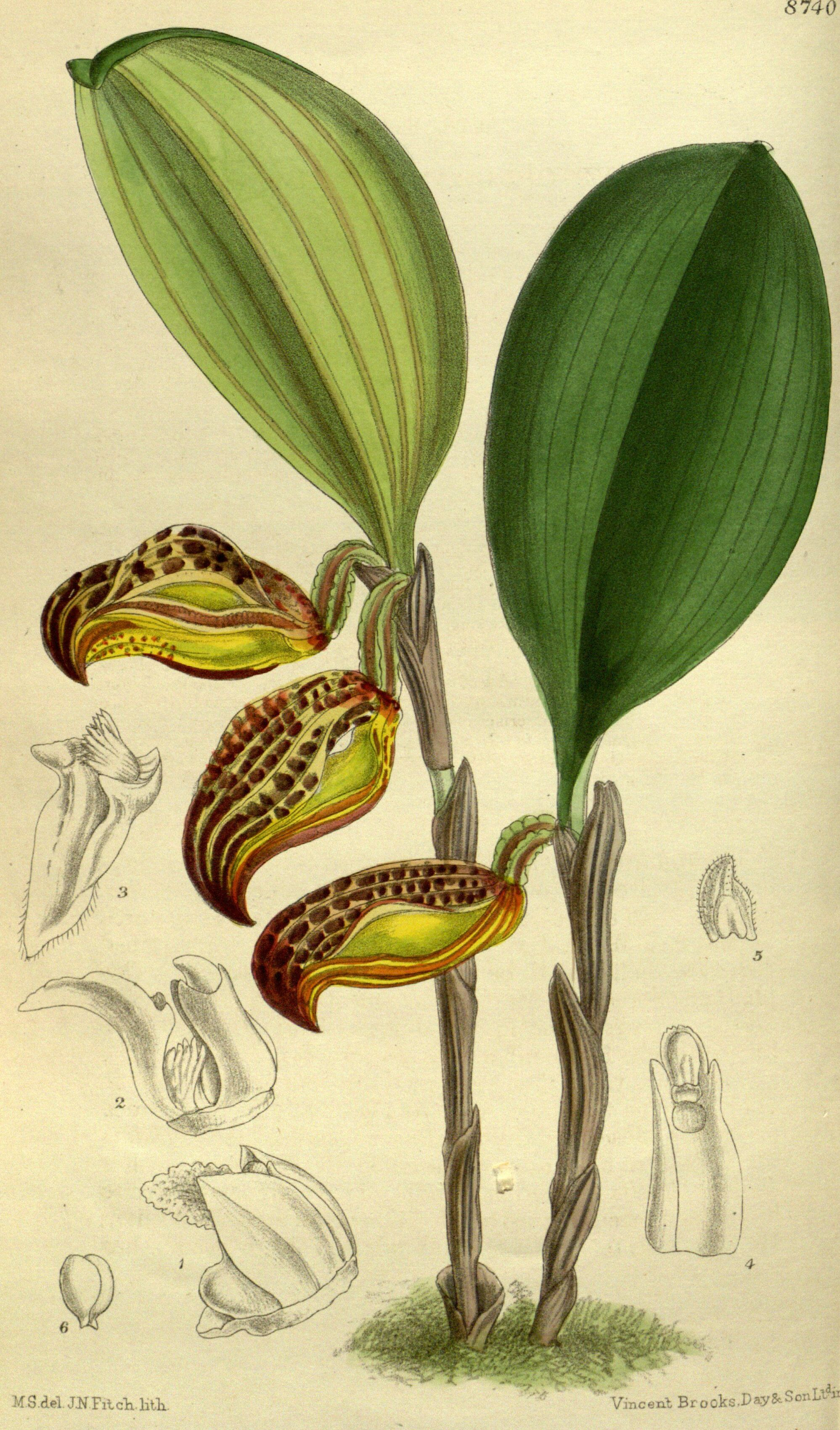
Zootrophion dayanum
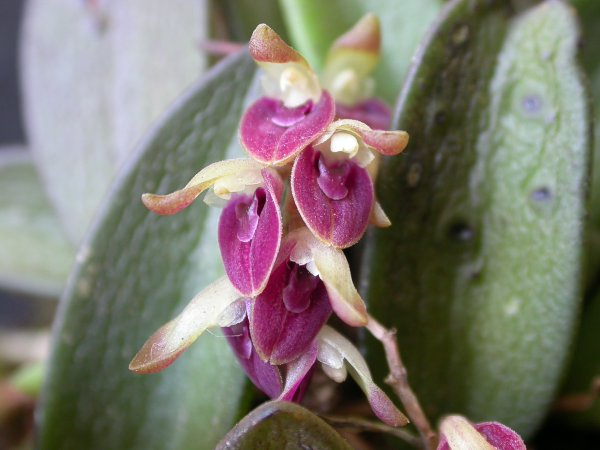
Acianthera recurva
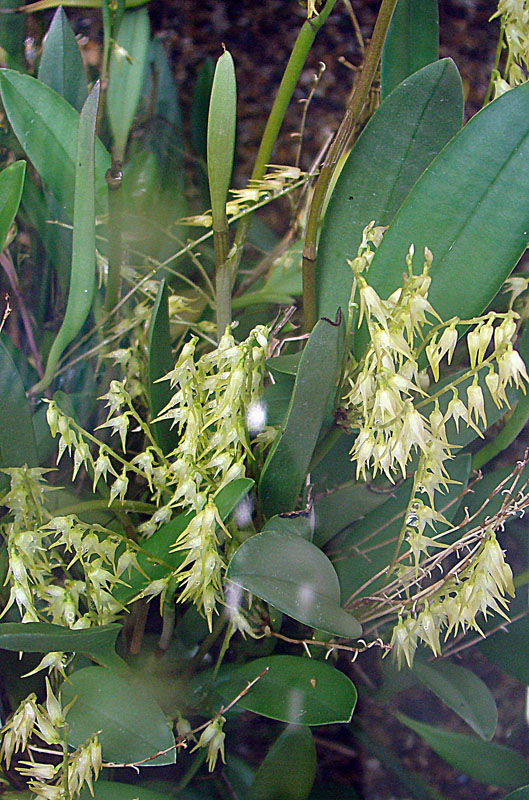
Anathallis obovata
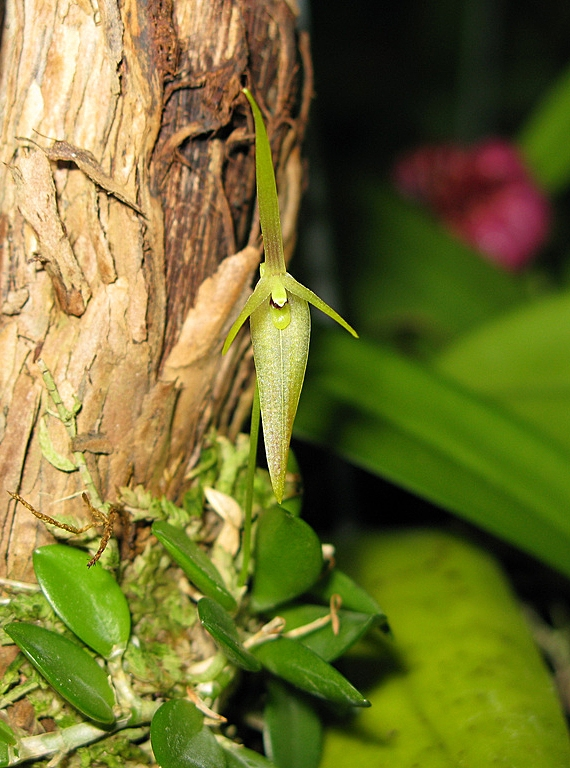
Barbosella cogniauxiana
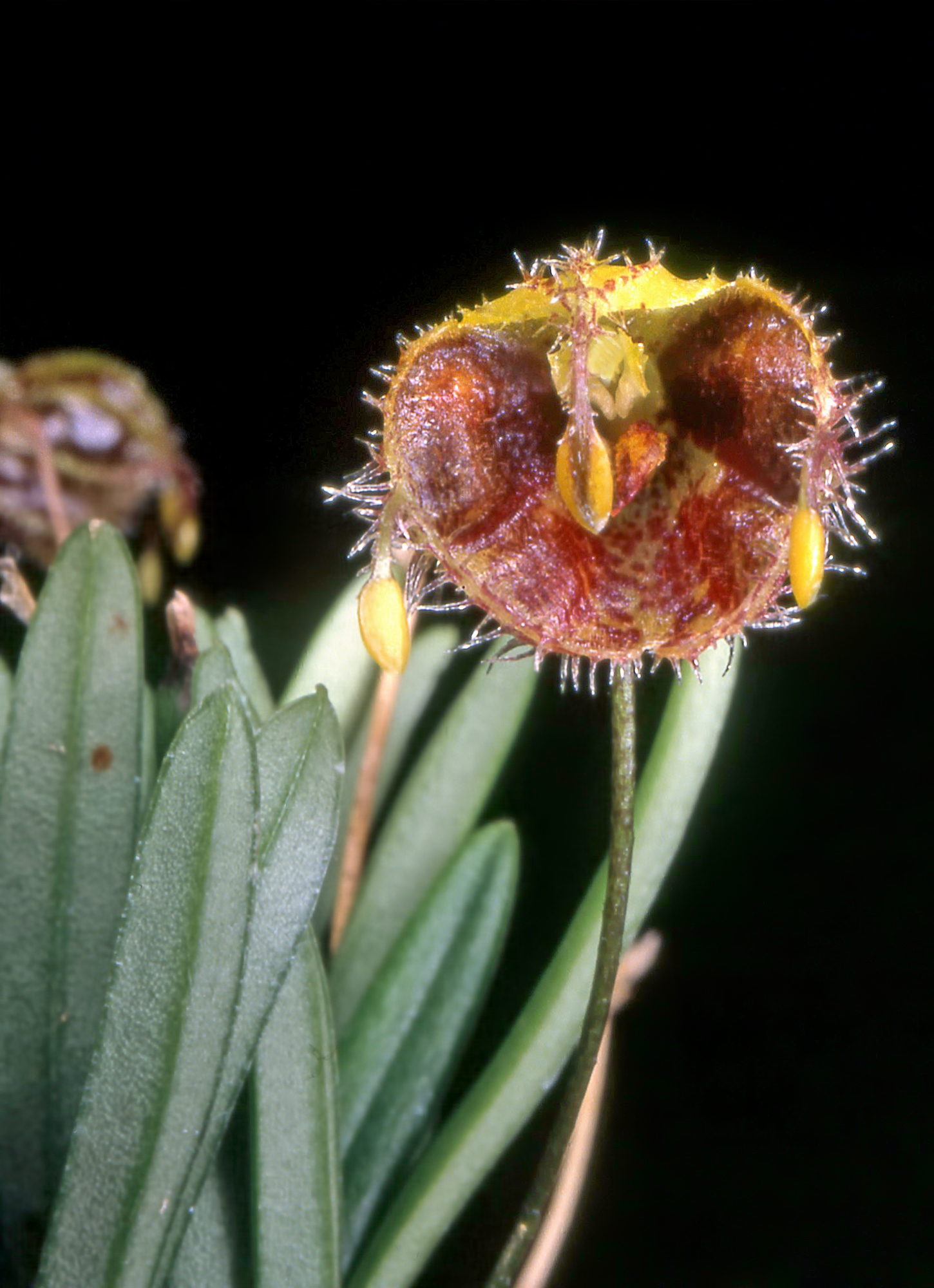
Diodonopsis erinacea
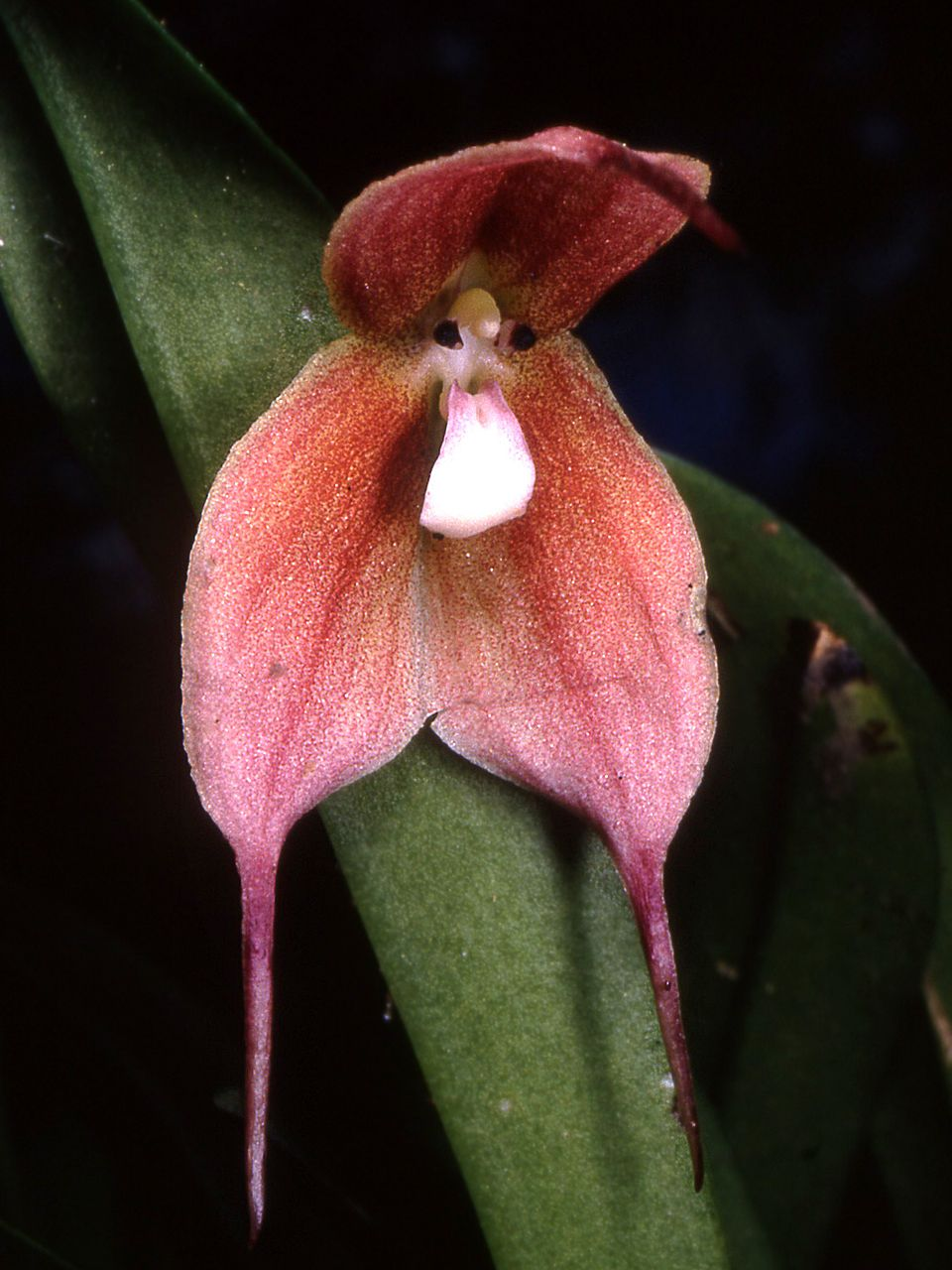
Dracula iricolor
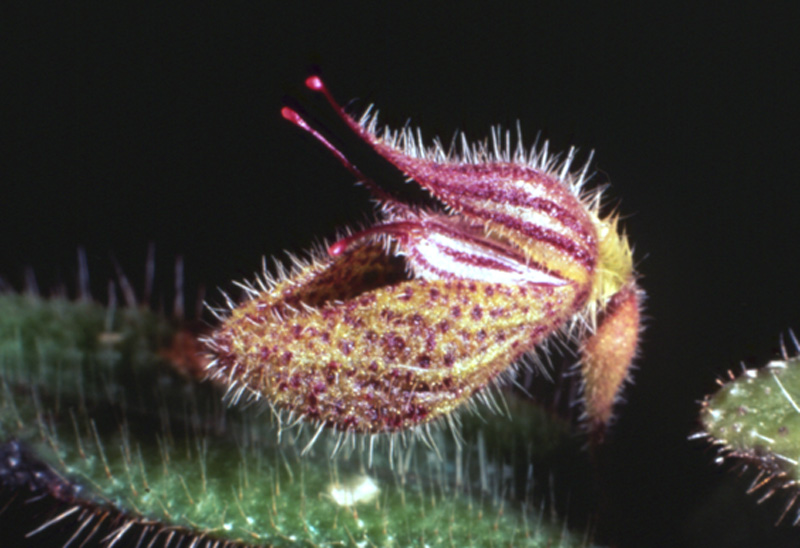
Dresslerella pilosissima
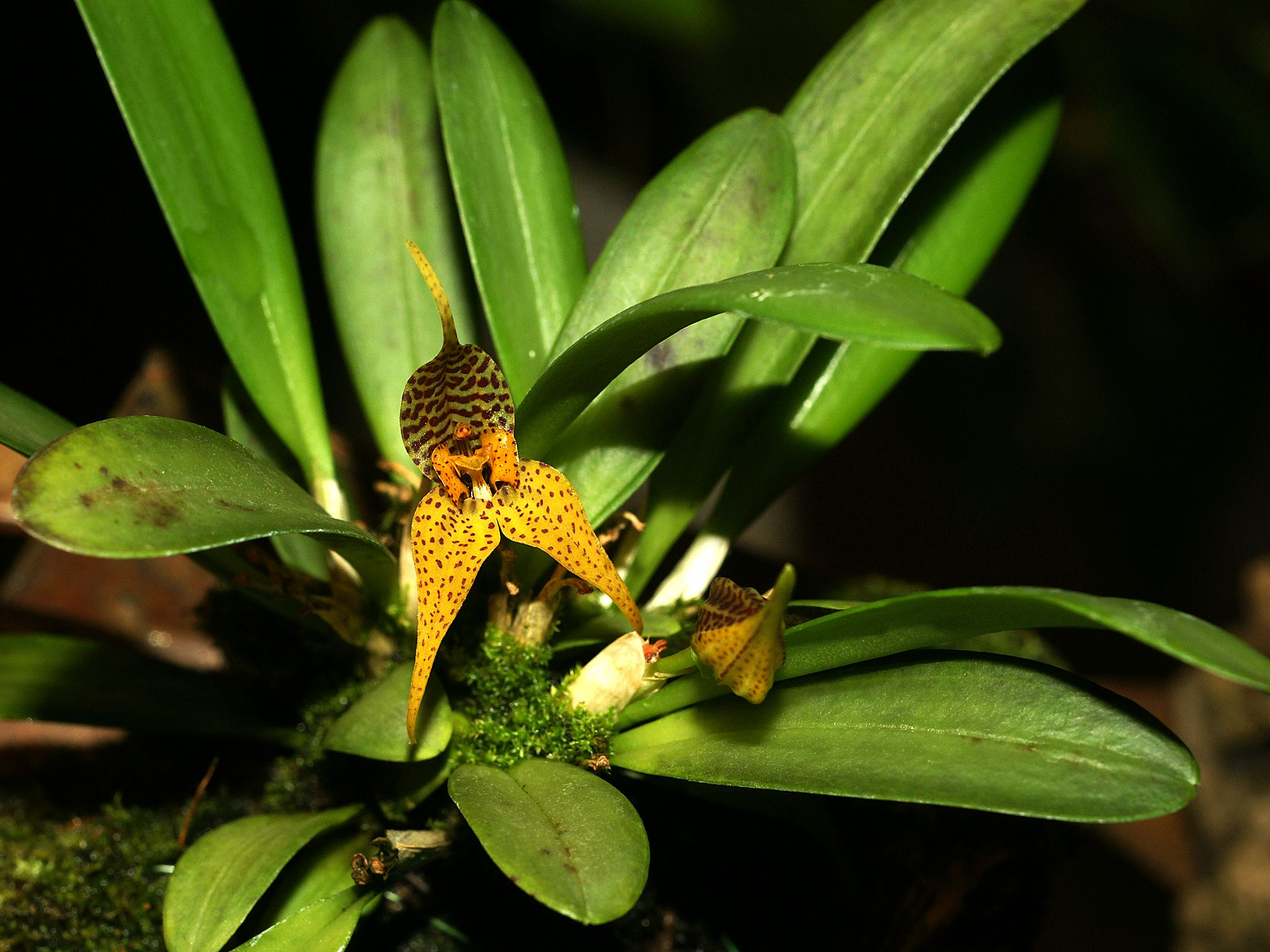
Dryadella edwallii
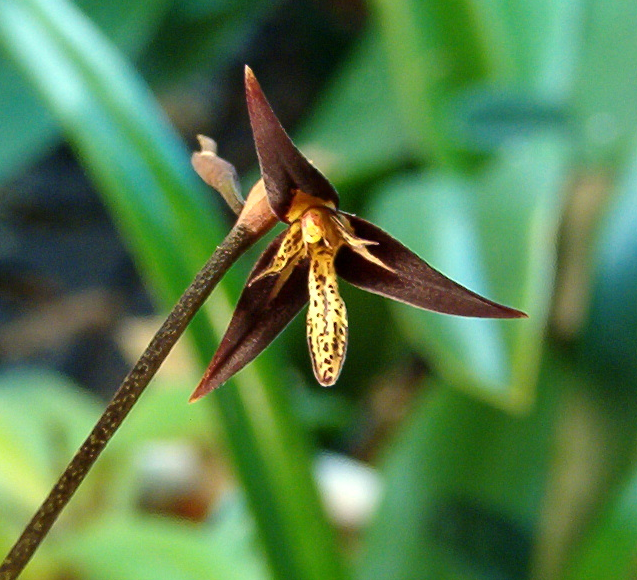
Kraenzlinella anfracta
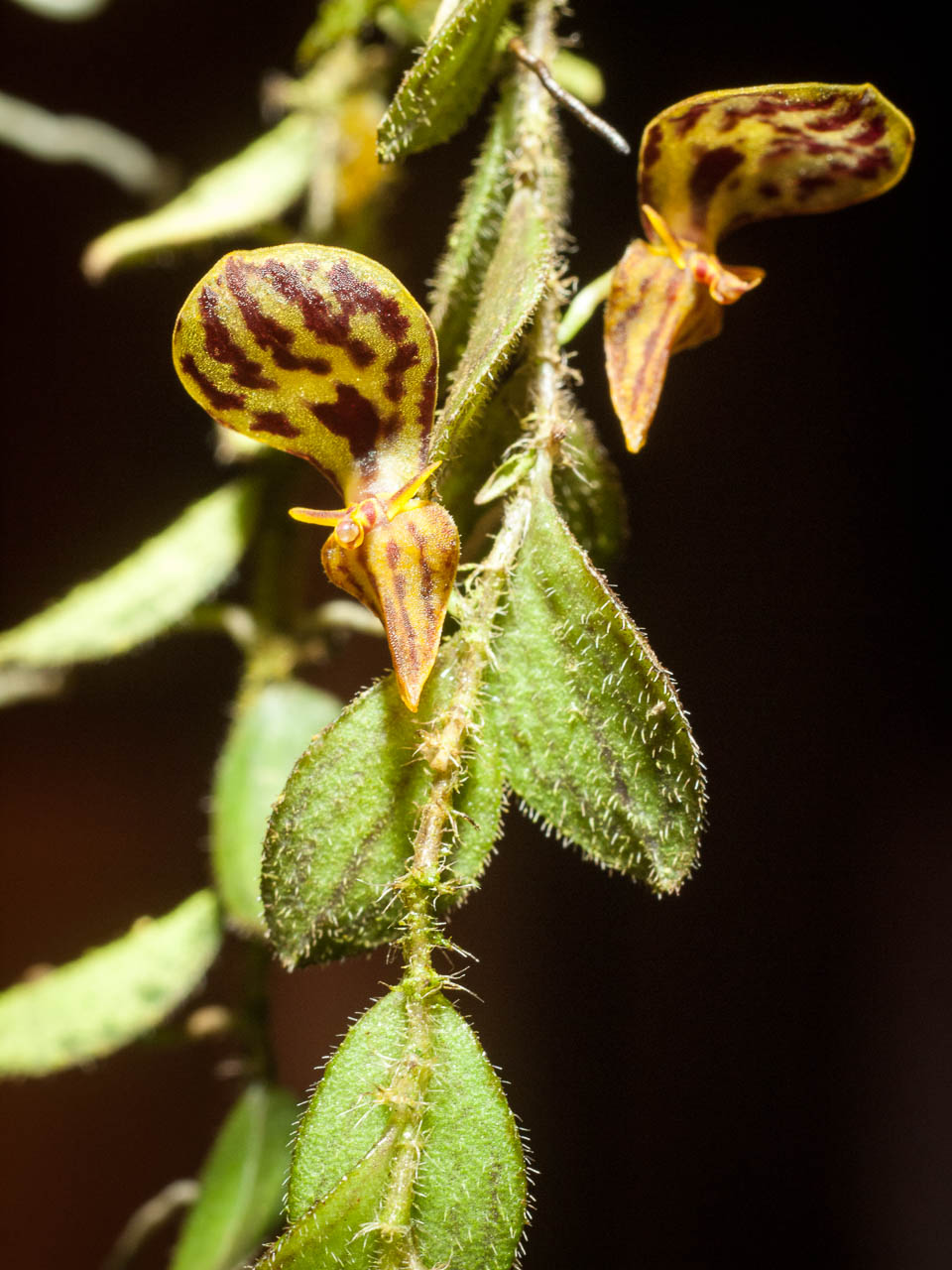
Lepanthes platysepala
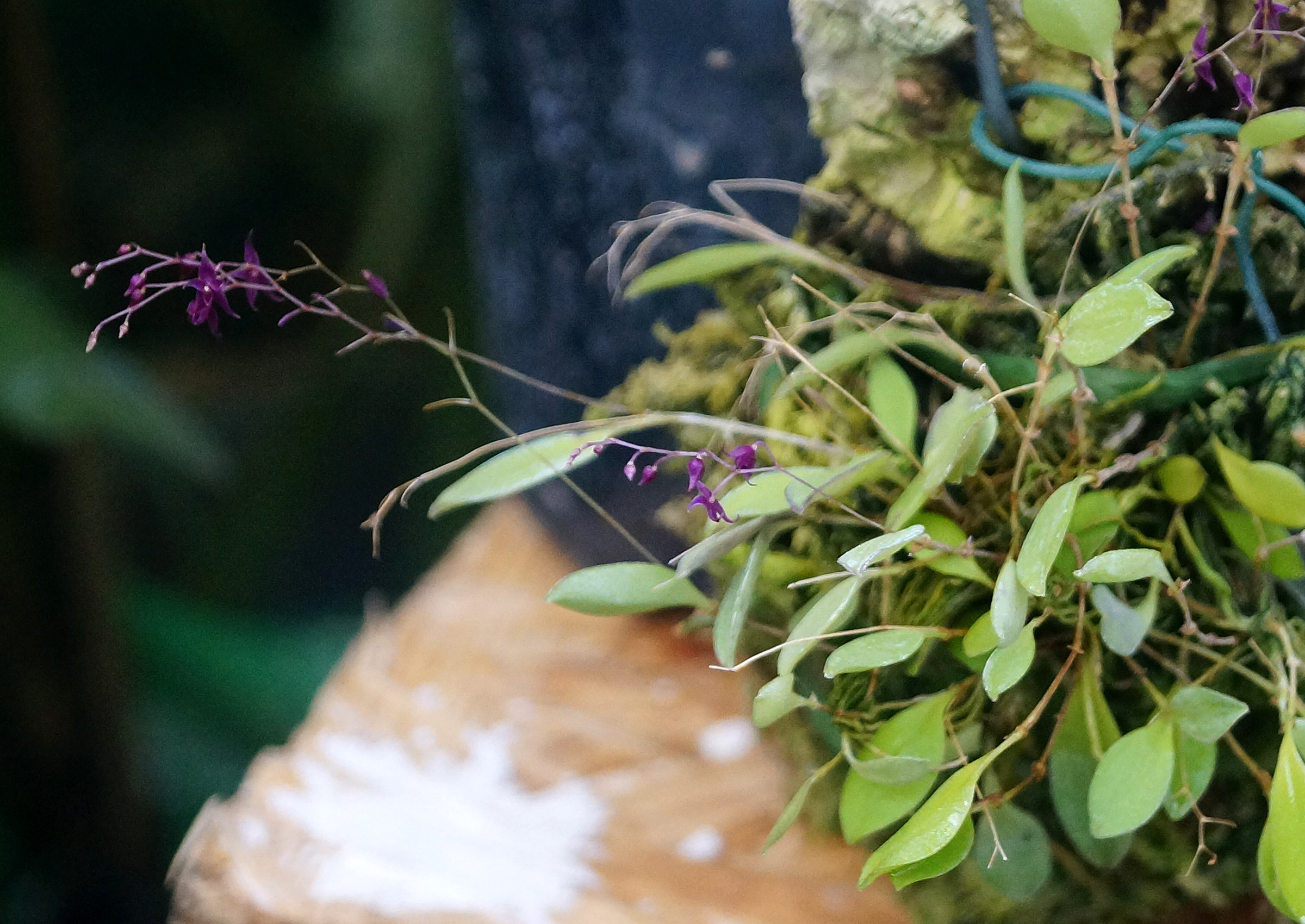
Lepanthopsis astrophora
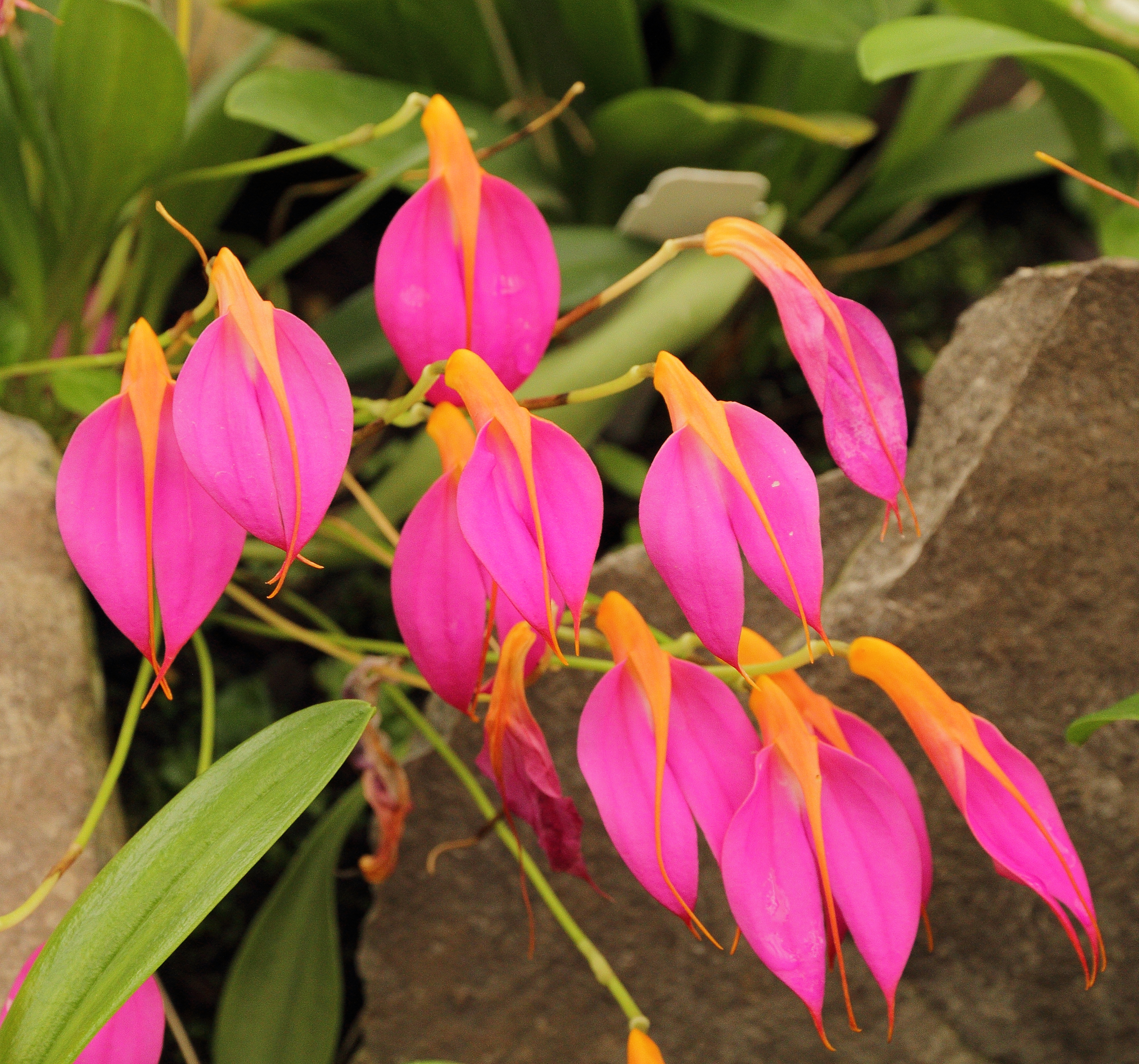
Masdevallia rosea
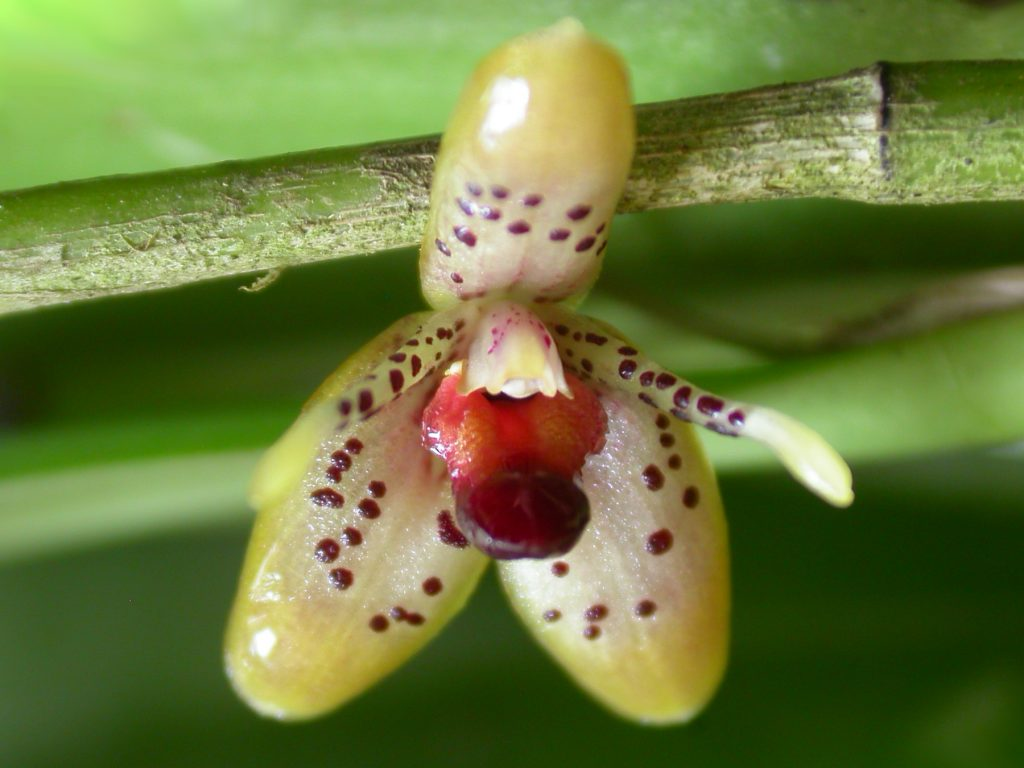
Myoxanthus punctatus
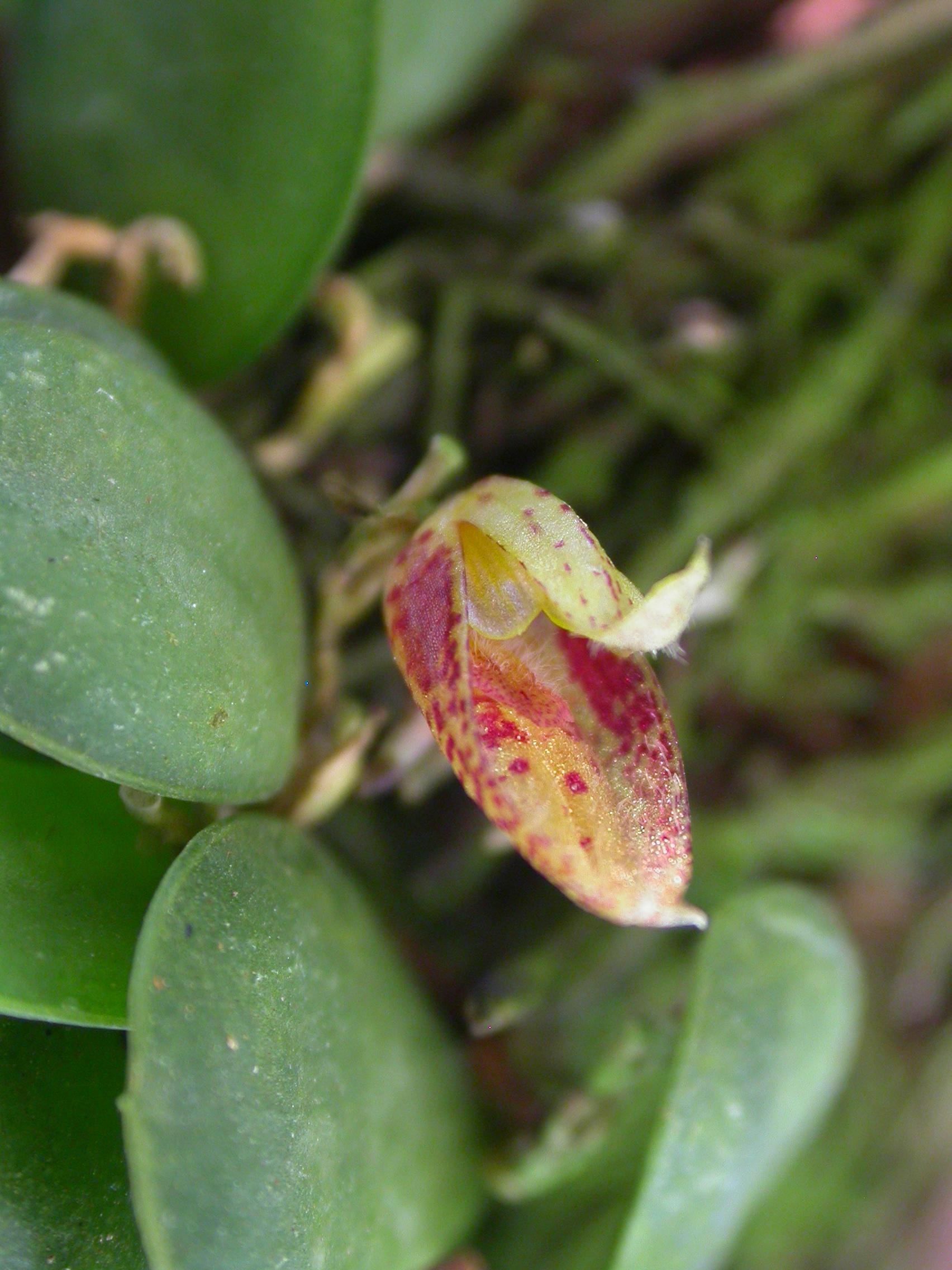
Pabstiella determannii
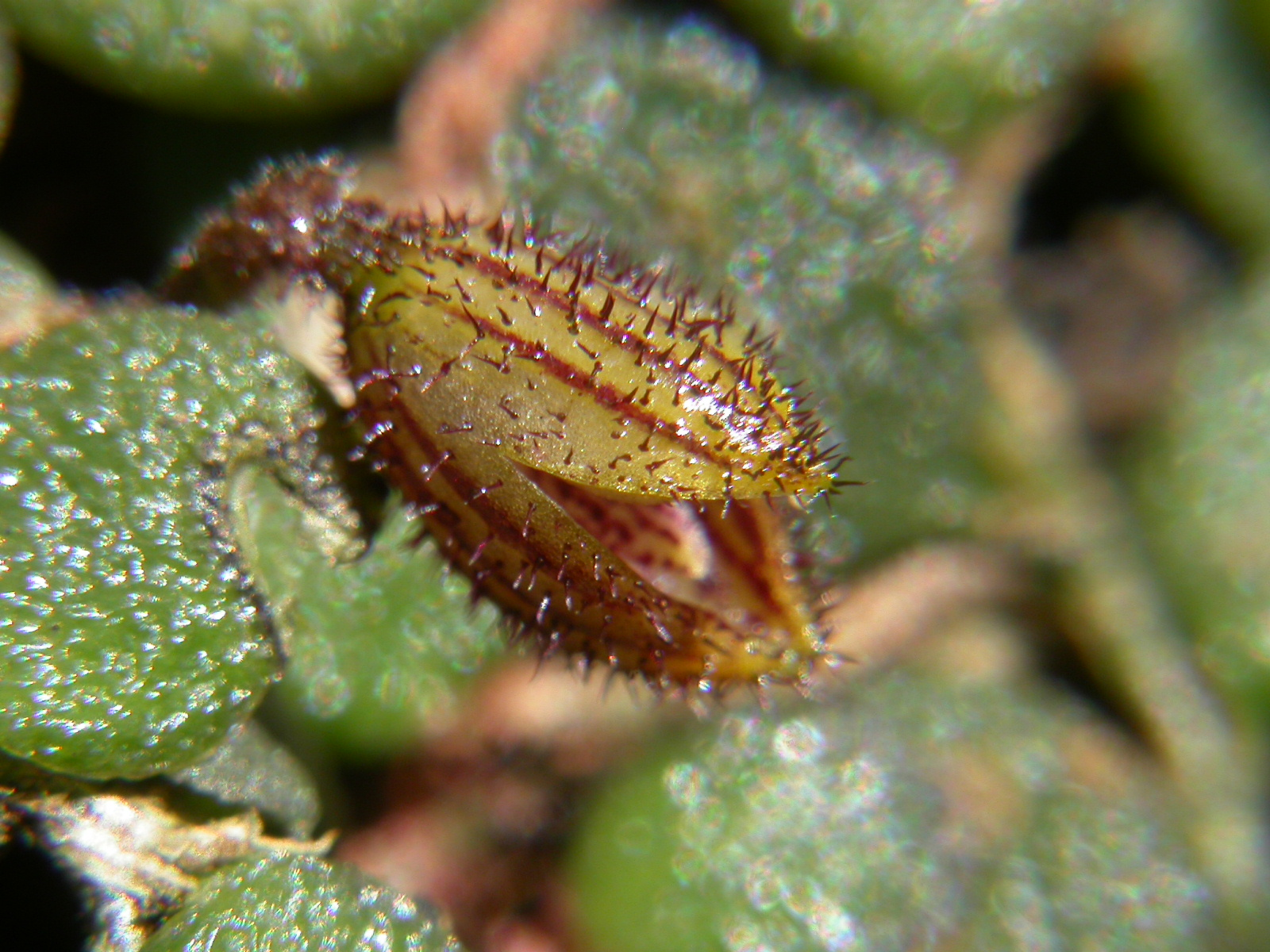
Phloeophila nummularia
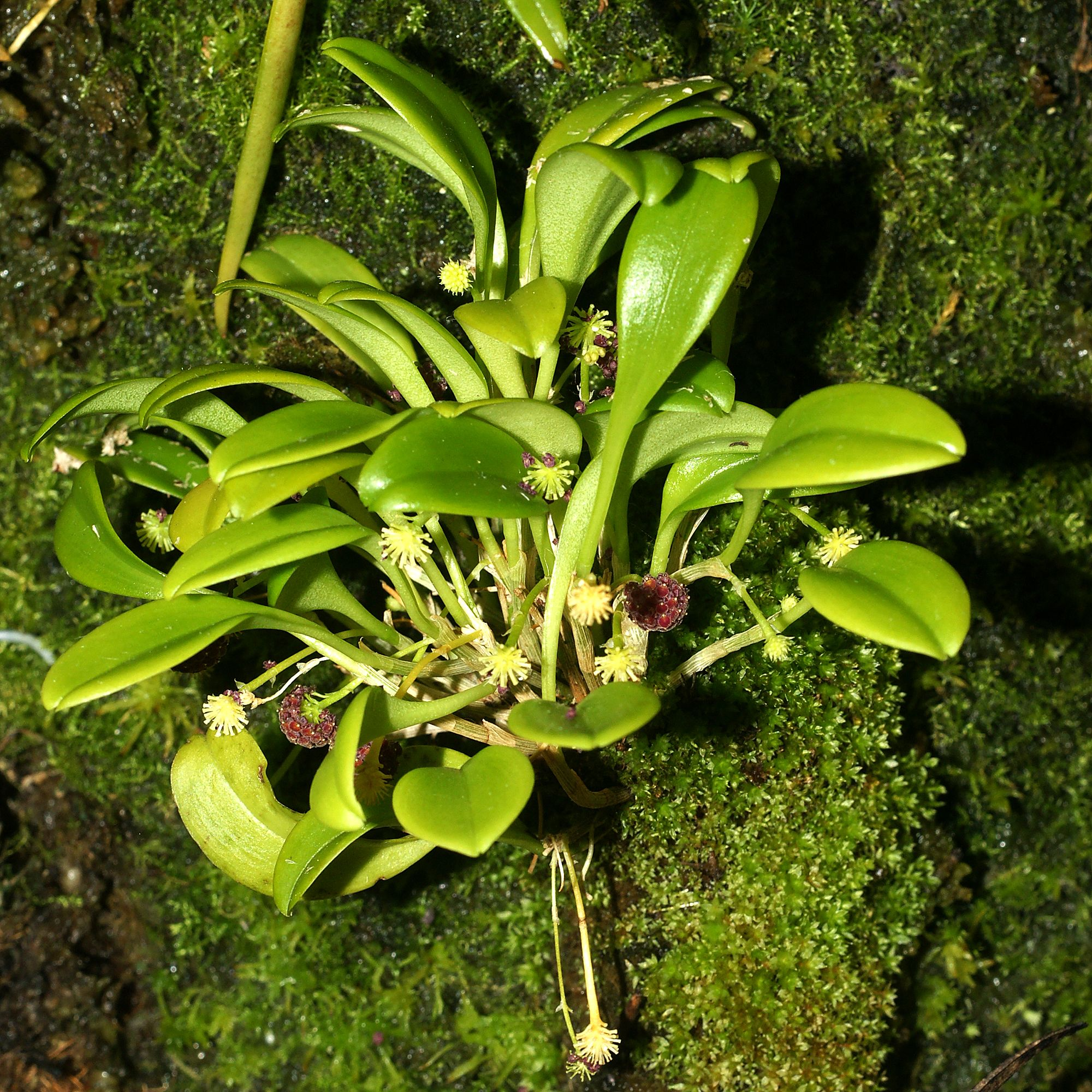
Platystele umbellata
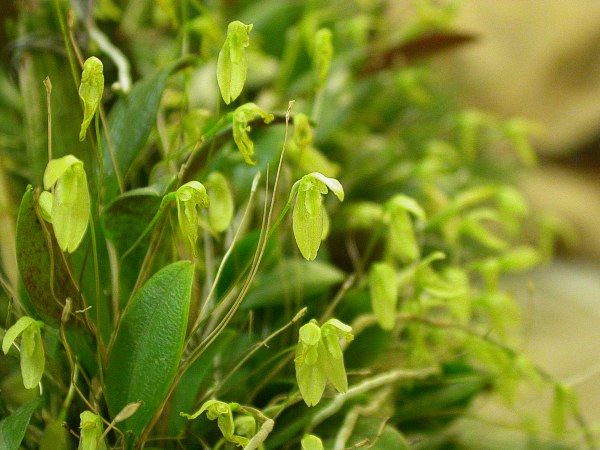
Pleurothallopsis nemorosa
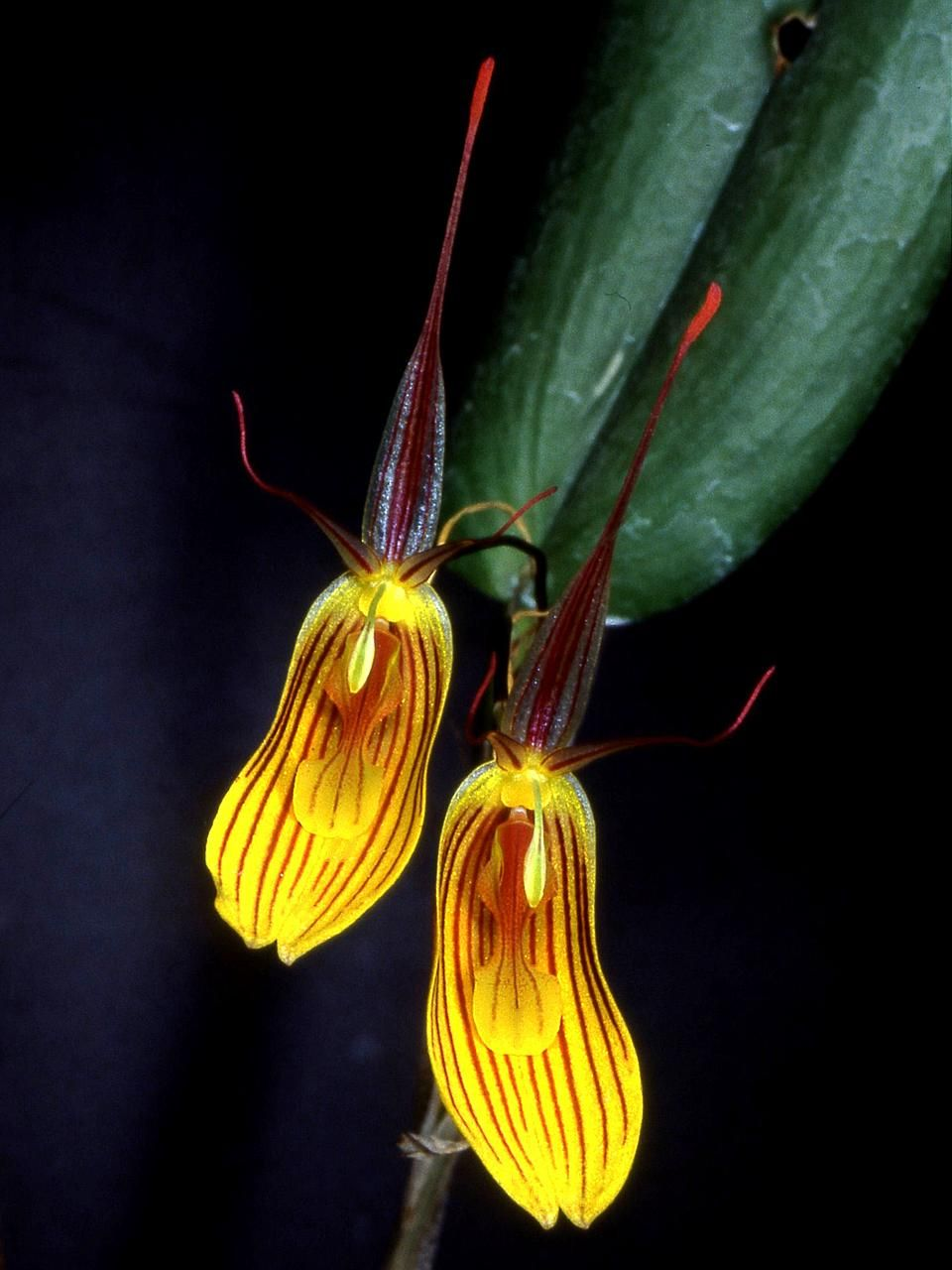
Restrepia falkenbergii
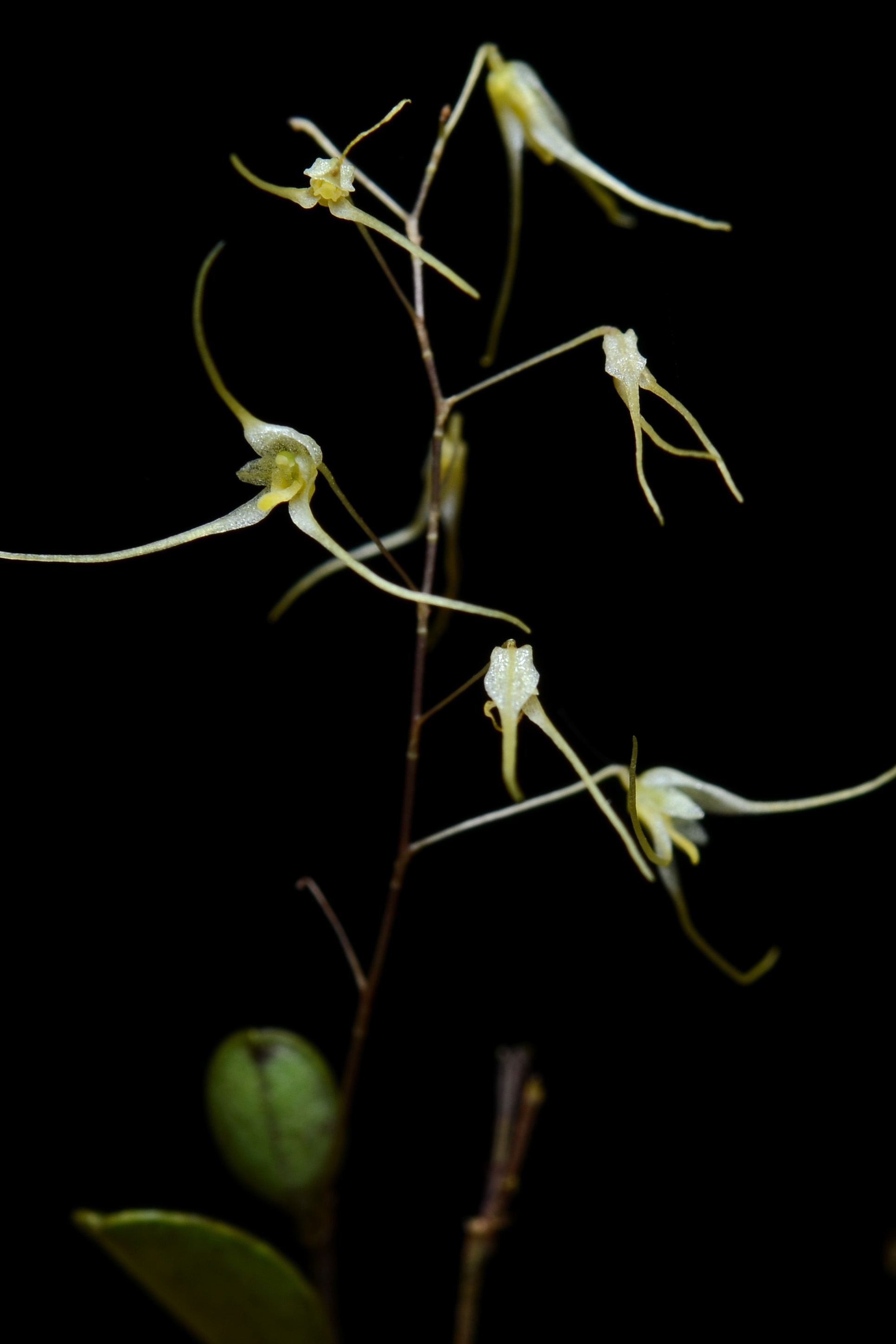
Trichosalpinx intricata